# EHF Liga prvaka 1994./95.
Ovo je 35. izdanje elitnog europskog klupskog rukometnog natjecanja. Nakon tri kruga kvalifikacija osam momčadi raspoređenih u dvije skupine igra turnir. Iz svake skupine prva momčad ide u završnicu. 

## Završnica
- Bidasoa Irún -  Zagreb 30:20, 26:27

- europski prvak:  Bidasoa Irún (prvi naslov)

## Vanjske poveznice
- Opširnije